# Грејам Шарп
Грејам Шарп (енгл. Henry Graham Sharp; Лондон, 19. децембар 1917 — Пул, 2. јануар 1995) био је британски клизач у уметничком клизању. Године 1939, осваја златну медаљу и на европском и на светском. Учествовао је на Зимским олимпијским играма 1936., где је остварио пето место, док је на зимској олимпијади 1948., завршио на седмом месту.